# Deherainia smaragdina
Deherainia smaragdina là một loài thực vật có hoa trong họ Anh thảo. Loài này được (Planch. ex Linden) Decne. mô tả khoa học đầu tiên năm 1876.

## Hình ảnh

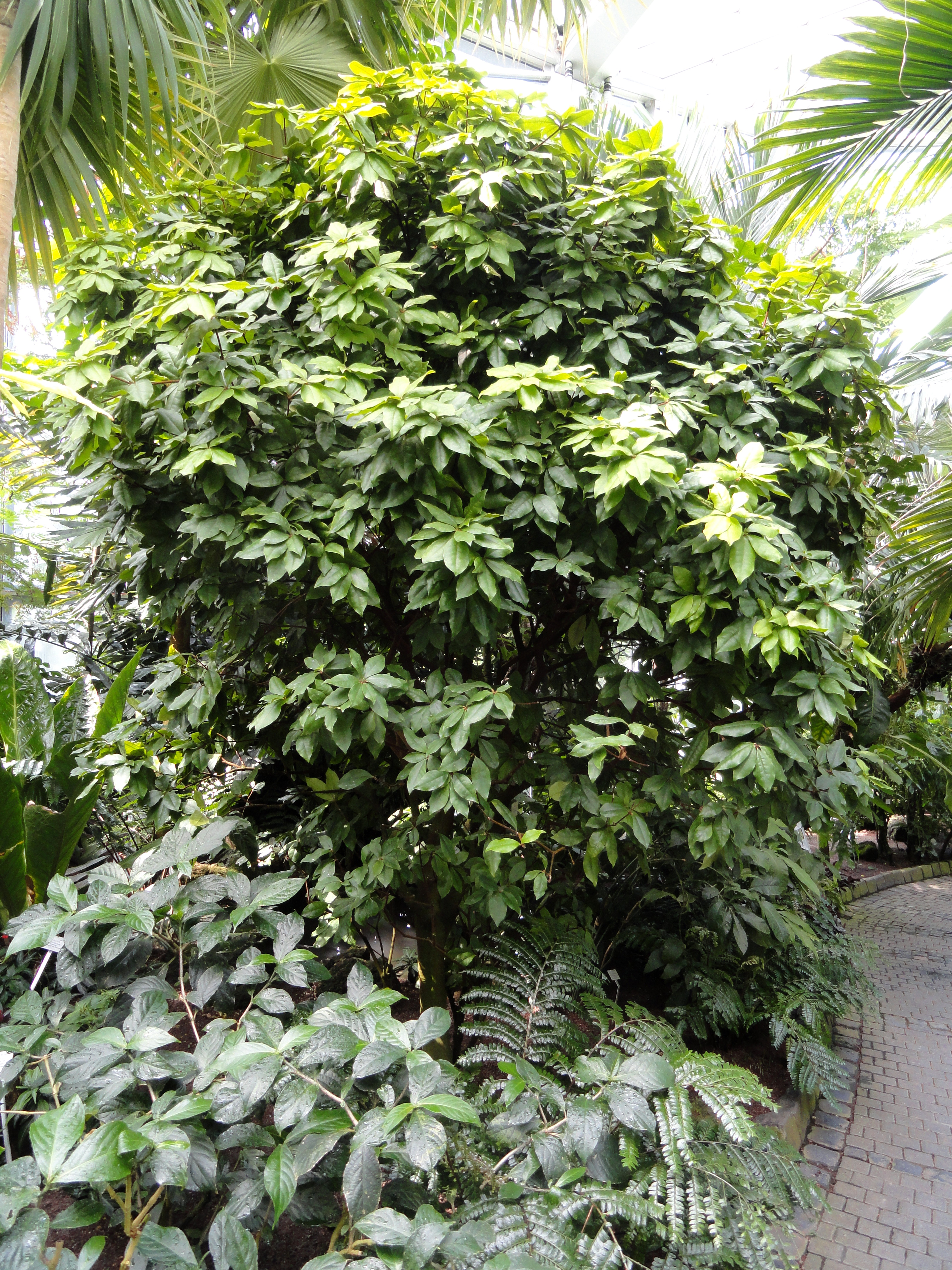
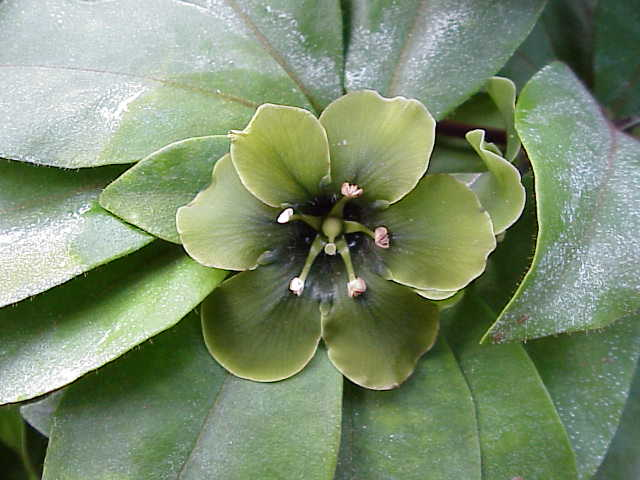
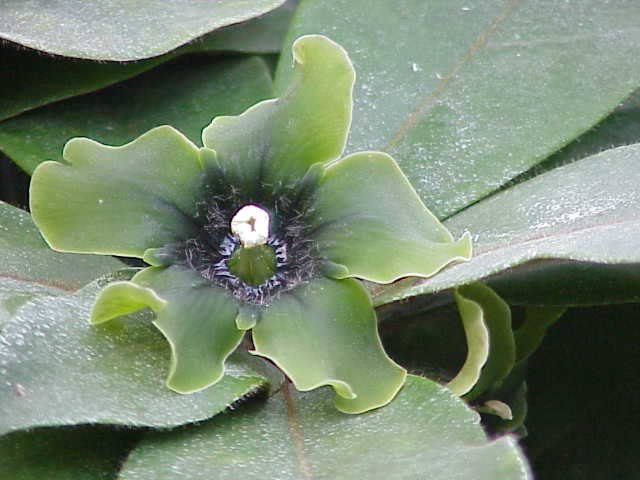
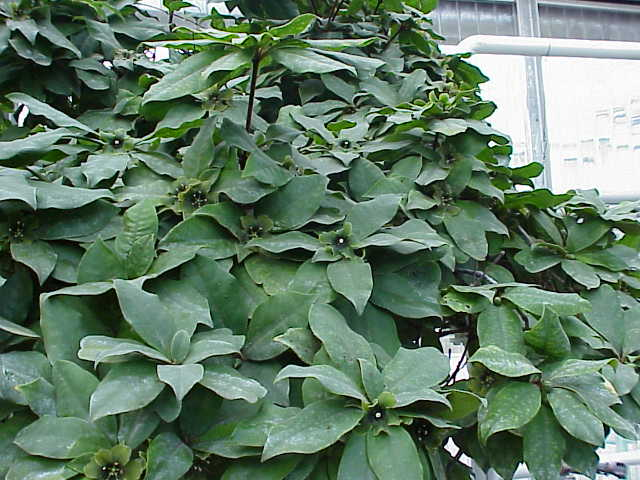